# لينينية

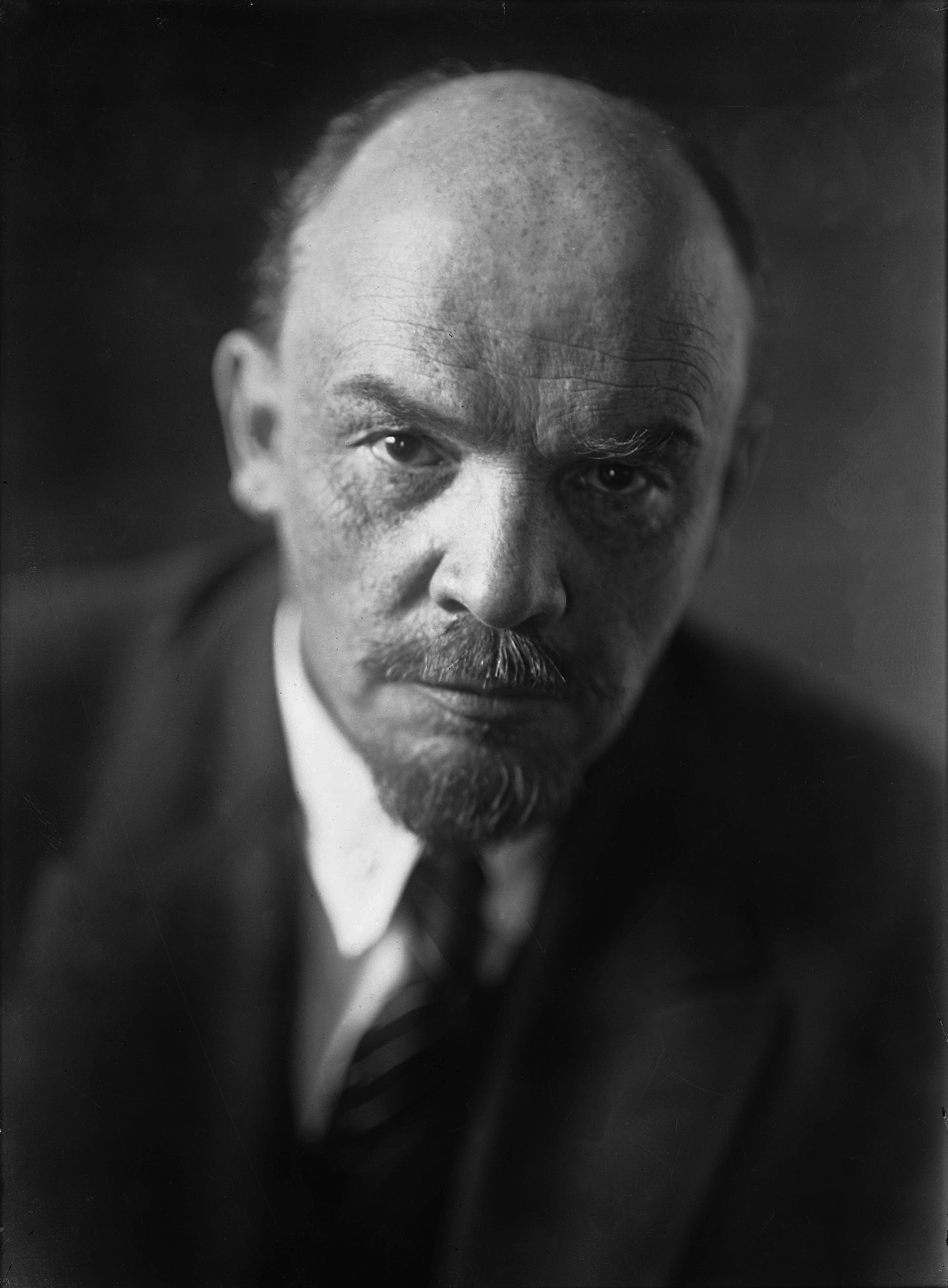
الثوري الروسي لينين (فلاديمير ايليتش أوليانوف) في عام 1920.

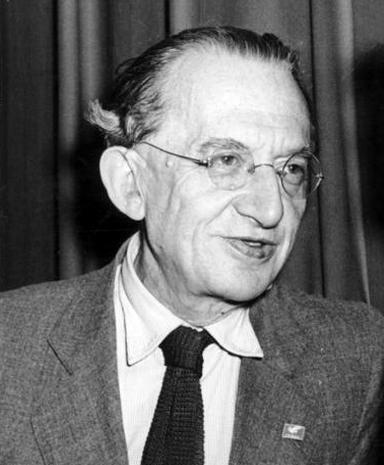
قام الفيلسوف المجري جورج لوكاش (1952) بتدوين النظرية والممارسة اللينينية في كتاب التاريخ والوعي الطبقي (1923).

اللينينية هي النظرية السياسية لتنظيم حزب الطليعة الثوري وتحقيق ديكتاتورية البروليتاريا، تمهيدا لإقامة الاشتراكية. قام بتطوير اللينينية الثوري الروسي لينين وسميت باسمه، وهي تشمل النظريات السياسية والاقتصادية الاشتراكية، المنبثقة من الماركسية، وتفسيرات لينين للنظريات الماركسية وكيفية تطبيقها العملي على الظروف الاجتماعية والسياسية للإمبراطورية الروسية في أوائل القرن 20.
من الناحية العملية، سعى حزب الطليعة اللينيني نشر الوعي السياسي (التعليم والتنظيم) في صفوف الطبقة العاملة وتوفير القيادة الثورية اللازمة للإطاحة بالرأسمالية في روسيا الإمبراطورية. بعد ثورة أكتوبر 1917، كانت اللينينية النسخة المهيمنة للماركسية في روسيا، وإثر إنشاء ديمقراطية السوفيتات، قمع النظام البلشفي الاشتراكيين الذين عارضوا الثورة، مثل المناشفة وفصائل الحزب الثوري الاشتراكي. وشملت الحرب الأهلية الروسية (1917-1922) الانتفاضات اليسارية ضد البلاشفة (1918-1924) التي تم قمعها في الجمهورية الروسية السوفيتية الاتحادية الاشتراكية، قبل انضمامها إلى اتحاد الجمهوريات الاشتراكية السوفياتية (الاتحاد السوفييتي) عام 1922.
تأسست اللينينية لتكون براكسيس ثورية ومن أجلها، ولم تكن في البداية فلسفة سليمة تماما ولا نظرية سياسية منفصلة؛ بعد الثورة الروسية، في التاريخ والوعي الطبقي: دراسات في الجدل الماركسي (1923)، طور جورج لوكاش وصنف ممارسات لينين الثورية البراغماتية والأيديولوجية وحولها إلى الفلسفة الرسمية لثورة الحزب-الطليعي (اللينينية). كلغة العلوم السياسية، دخلت اللينينية الاستخدام الشائع في عام 1922، بعد أن أجبر المرض لينين على العزوف عن المشاركة في حكم الحزب الشيوعي الروسي. بعد عامين، في يوليو 1924، في المؤتمر الخامس للأممية الشيوعية، روّج جريجوري زينوفايف لمصطلح اللينينية للدلالة على «ثورة الحزب الطليعي».
على مدى خمس سنوات، من 1917 إلى 1922، كانت اللينينية هي التطبيق الروسي للاقتصاد الماركسي والفلسفة السياسية، التي طبقها البلاشفة، حزب الطليعة الذي قاد الكفاح من أجل الاستقلال السياسي للطبقة العاملة. في الفترة 1925-1929، جعل جوزيف ستالين اللينينية الشكل الرسمي والشرعي الوحيد للماركسية في روسيا، من خلال دمج الفلسفات السياسية كالماركسية-اللينينية، التي أصبحت بعد ذلك أيديولوجية الدولة للاتحاد السوفيتي.

## الخلفية التاريخية
في القرن التاسع عشر، دعا البيان الشيوعي (1848)، الذي ألفه كارل ماركس وفريدريك إنجلز، إلى توحيد سياسي دولي للطبقات العاملة الأوروبية من أجل تحقيق ثورة شيوعية؛ واقترحت أنه نظرا لأن التنظيم الاجتماعي والاقتصادي للشيوعية كان في أكثر  تطورا من نظيره الرأسمالي، فإن ثورة العمال ستحدث أولا في البلدان الصناعية المتقدمة اقتصاديا. كانت الاشتراكية الديمقراطية الماركسية الأقوى في ألمانيا طوال القرن التاسع عشر، والحزب الاشتراكي الديمقراطي الألماني ألهم لينين والماركسيين الروس الآخرين.
ومع ذلك، في أوائل القرن العشرين، أدى التخلف الاجتماعي والاقتصادي في روسيا الإمبراطورية (1721-1917) - التنمية الاقتصادية والمجتمعية المختلطة وغير المتكافئة - إلى تسهيل التصنيع السريع والمكثف الذي أدى إلى وجود بروليتاريا موحدة من الطبقة العاملة في مجتمع فلاحين زراعي، ريفي بغالبيته. وعلاوة على ذلك، ولأن التصنيع كان يمول في الغالب برأس مال أجنبي، فإن الإمبراطورية الروسية لم تملك برجوازية ثورية ذات تأثير سياسي واقتصادي على العمال والفلاحين (كما حدث في الثورة الفرنسية، 1789). لذلك، على الرغم من أن الاقتصاد السياسي الروسي كان أساسا زراعي وشبه إقطاعي، فإن مهمة الثورة الديمقراطية آلت إلى الطبقة العاملة الحضرية والصناعية، باعتبارها الطبقة الاجتماعية الوحيدة القادرة على تنفيذ إصلاح في الأراضي وإرساء الديمقراطية، في ضوء أن الطبقات المتملكة الروسية حاولت قمع أي ثورة، في المدينة والبلاد.
في أبريل 1917، نشر لينين أطروحات أبريل، الاستراتيجية السياسية لثورة أكتوبر (7-8 نوفمبر 1917)، التي اقترحت أن الثورة الروسية ليست حدثا وطنيا معزولا، وإنما حدث دولي أساسي - أول ثورة اشتراكية عالمية. وهكذا، فإن تطبيق لينين العملي للماركسية والثورة العمالية الحضرية في الظروف الاجتماعية والسياسية والاقتصادية للمجتمع الفلاحي الزراعي الذي كان روسيا القيصرية أثار «القومية الثورية للفقراء» للإطاحة بالملكية المطلقة لسلالة رومانوف التي دامت لمدة حوالي ثلاثمئة عام (1613-1917).

### الإمبريالية
في سياق تطوير التطبيق الروسي للماركسية، قدم كتيب الإمبريالية، أعلى مرحلة الرأسمالية (1916) تحليل لينين للتنمية الاقتصادية التي تنبأ بها كارل ماركس: أن الرأسمالية ستصبح نظاما ماليا عالميا، تقوم فيه الدول الصناعية المتقدمة بتصدير رأس المال المالي إلى مستعمراتهم، لتمويل استغلال مواردهم الطبيعية وعمل السكان الأصليين. ويسمح هذا الاستغلال المفرط للدول الفقيرة (غير المتطورة) للبلدان الغنية (المتقدمة) بالحفاظ على الرضا السياسي لبعض العمال المحليين وتوفير مستوى معيشي أعلى قليلا، وبالتالي ضمان علاقات سلمية بين رأس المال والعمال في الوطن الرأسمالي. (راجع: الأرستقراطية العمالية، العولمة) وبالتالي، فإن الثورة البروليتارية للعمال والفلاحين لا يمكن أن تحدث في البلدان الرأسمالية المتقدمة، في حين ظل نظام التمويل العالمي الإمبريالي سليما؛ وبالتالي فإن بلدا متخلفا شهد أول ثورة بروليتارية؛ وفي أوائل القرن العشرين كانت الإمبراطورية الروسية الدولة الأكثر ضعفا سياسيا في نظام التمويل العالمي الرأسمالي.
في كتاب حول شعار الولايات المتحدة الأوروبية (1915)، قال لينين:

## النظرية اللينينية

### حزب الطليعة
في الفصل الثاني: «بروليتاريون وشيوعيون» من البيان الشيوعي (1848)، طرح إنجلز وماركس فكرة أن الحزب الطليعي هو الوحيد المؤهل لقيادة البروليتاريا سياسيا أثناء الثورة:
وبالتالي، فإن الغرض من حزب الطليعة اللينيني هو إقامة ديكتاتورية بروليتاريا ديمقراطية؛ بدعم من الطبقة العاملة، فإن حزب الطليعة سيقود الثورة لإسقاط الحكومة القيصرية الحالية، ومن ثم نقل السلطة الحكومية إلى الطبقة العاملة، تغير الطبقة الحاكمة هذا - من البرجوازية إلى البروليتاريا - سيسمح بتطور الاشتراكية الكاملة. في كتيب ما العمل؟ (1902)، اقترح لينين أن يقوم حزب الطليعة الثوري، الذي يجند أعضاءه في الغالب من الطبقة العاملة، بقيادة الحملة السياسية، لأنها السبيل الوحيد الذي يمكن البروليتاريا من تحقيق الثورة بنجاح؛ خلافا للحملة الاقتصادية للنضال النقابي التي نادت بها الأحزاب السياسية الاشتراكية الأخرى؛ واللاسلطويون النقابيون من بعدها. ومثل كارل ماركس، ميز لينين بين جوانب الثورة المختلفة، «الحملة الاقتصادية» (الإضرابات العمالية من أجل زيادة الأجور وتحسين ظروف العمل)، التي كان لها قيادة جماعية من مختلف التيارات. و «الحملة السياسية» (التغييرات الاشتراكية في المجتمع)، التي تتطلب القيادة الثورية الحاسمة لحزب الطليعة البلشفي.
المركزية الديمقراطية
وكما جاء في شعار «الحرية في المناقشة والوحدة في العمل»، اتبع لينين مثال الأممية الأولى (رابطة الشغيلة العالمية، 1864-1876)، نظم البلاشفة كحزب طليعي مركزي ديمقراطي، اعترف بحرية التعبير السياسي حتى التوصل إلى إجماع حول السياسات؛ وبعد ذلك، يتوقع من كل عضو في الحزب أن يؤيد السياسة الرسمية التي تم التوصل إليها بتوافق الآراء. وقال لينين في الكتيب «حرية الانتقاد والوحدة في العمل» (1905):
كان النقاش الديمقراطي الكامل يمارس داخل الحزب الحزب البلشفي تحت قيادة لينين، حتى بعد حظر وجود أجنحة حزبية في عام 1921. على الرغم من أن تأثير آراء لينين في القرارات، إلان أ، ه لم يمارس لينين السلطة المطلقة، وكلت يناقشت  ويجادل باستمرار حتى تقبل وجهة نظره. لكن تحت قيادة ستالين، بعد وفاة لينين في 1924، لم تستمر ممارسة الحوار الحر الديمقراطي.
الثورة
قبل الثورة، على الرغم من دعمه الإصلاح السياسي (بما في ذلك البلاشفة المنتخبين لمجلس الدوما، عندما كان ذلك مناسبا)، ادعى لينين أنه لا يمكن الإطاحة بالرأسمالية في نهاية المطاف إلا بالثورة، وليس بالإصلاحات التدريجية - من الداخل (الفابيانية) أو من الخارج (الاشتراكية الديمقراطية) - التي ستؤول للفشل، لأن الطبقة الاجتماعية الرأسمالية الحاكمة، التي تملك السلطة الاقتصادية (وسائل الإنتاج)، تحدد طبيعة السلطة السياسية في المجتمع البرجوازي. تجسد هذا الرأي في الشعار «لأجل ديكتاتورية البروليتاريا والفلاحين الديمقراطية»، كان حدوث ثورة في روسيا القيصرية المتخلفة يتطلب تحالفا بين البروليتاريا الحضرية والريف (العمال الحضريون والفلاحين)، لأن عدد العمال في المناطق الحضرية أقل مما يتطلب النجاح بالحصول على السلطة في المدن لوحدهم. وعلاوة على ذلك، بسبب التطلعات الكثير من الفلاحين ليكونوا من الطبقة الوسطى، اقترح ليون تروتسكي أن تقود البروليتاريا الثورة باعتباره السبيل الوحيد كي تكون اشتراكية وديمقراطية بحق؛ على الرغم من أن لينين في البداية اختلف مع صياغة تروتسكي، إلا أنه تبناها عشية الثورة الروسية في أكتوبر 1917.

### ديكتاتورية البروليتاريا
في المجتمع الاشتراكي الروسي، قامت حكومة ديمقراطية مباشرة بوسطة السوفيتات (مجالس العمال) المنتخبة، وقد وصف لينين هذه «الحكومة السوفيتية» على أنها تجلٍّ لمبدأ «ديكتاتورية البروليتاريا الديمقراطية» الماركسي. بوصفها منظمات سياسية، المفروض أن تضم السوفيتات ممثلين عن لجان عمال العمال والنقابات العمالية، ولكنها استبعدت الرأسماليين، كطبقة اجتماعية، من أجل ضمان إنشاء حكومة بروليتارية، تشكلها طبقة العمال والفلاحين ومن أجلها.وحول حرمان الطبقات الاجتماعية الرأسمالية الروسية من الحقوق السياسية، قال لينين إن «قضية حرمان المستثمِرين من حق الانتخاب قضية روسية صرف، لا قضية ديكتاتورية البروليتاريا بشكل عام.... أما في أية بلدان... ستطبق... هذه التدابير أو تلك لتقييد أو لانتهاك الديموقراطية بالنسبة للمستثمِرين، فإن ذلك رهن بالخصائص الوطنية لهذه الرأسمالية أو تلك»  في الفصل الخامس من الدولة والثورة (1917) يصف لينين:
كانت الدستورية السوفيتية شكل الحكومة الجماعية لدكتاتورية البروليتاريا الروسية، على عكس الشكل الحكومي لدكتاتورية رأس المال (الملكية الخاصة لوسائل الإنتاج) التي تمارس في الديمقراطيات البرجوازية. في النظام السياسي السوفيتي، حزب الطليعة (اللينيني) سيكون أحد الأحزاب السياسية العديدة المتنافسة في الانتخابات للسلطة. ومع ذلك، فإن ظروف الحرب الأهلية الروسية بين الحمر والبيض، وإرهاب الأحزاب السياسية المعارضة، ومساعدة الجيش الأبيض للثورة المضادة، أدت إلى حظر الحكومة البلشفية للأحزاب الأخرى؛ وبالتالي، أصبح حزب الطليعة الحزب السياسي القانوني الوحيد في روسيا. لم يعتبر لينين هذا القمع السياسي على أنه فلسفي متأصل في ديكتاتورية البروليتاريا؛ إلا أن الستالينيين ادعوا بأثر رجعي أن هذا القمع الفصلي كان متأصلا في اللينينية.

### الاقتصاد
أمّمت حكومة الاتحاد السوفيتي الصناعة واحتكرت التجارة الخارجية للسماح بتنسيق الإنتاج في الاقتصاد الوطني، وبالتالي منع الصناعات الوطنية الروسية من التنافس ضد بعضها البعض. لتغذية سكان المدن والأرياف، طبق لينين سياسة الشيوعية العسكرية (1918-1921) كشرط ضروري - إمدادات كافية من المواد الغذائية والأسلحة - للقتال في الحرب الأهلية الروسية (1917-1923). وفي وقت لاحق، في مارس 1921، وضع برنامج السياسة الاقتصادية الجديدة (1921-1929)، التي سمحت ببعض التجارة الخاصة، التجارة الداخلية الحرة، واستبدلت متطلبات الحبوب بضريبة زراعية، تحت إدارة مصارف الدولة. وكان الغرض من هذا البرنامج تهدئة أحداث الشغب التي حصلت بسبب نقص الأغذية بين الفلاحين، فلدى السماح بقيام المشاريع الخاصة، شجع دافع الربح الفلاحين على حصاد المحاصيل اللازمة لإطعام سكان المدن والأرياف؛ ولإعادة بناء الطبقة العاملة في المناطق الحضرية اقتصاديا، إذ فقد الكثير من الرجال (العمال) في الحرب الأهلية مع الثورة المضادة. مع تطبيق السياسة الاقتصادية الجديدة، أتيح تطبيق تأميم الاقتصاد الاشتراكي من أجل تطوير التصنيع في روسيا، وتعزيز الطبقة العاملة، ورفع مستويات المعيشة؛ وبالتالي فإن السياسة الاقتصادية الجديدة من شأنها أن تدفع الاشتراكية قدما مقابل الرأسمالية. واعتبر لينين ظهور دول اشتراكية جديدة بين الدول المتقدمة ضرورة لتعزيز اقتصاد روسيا، والتطور النهائى للاشتراكية. لذا، فقد شجعته الثورة الألمانية 1918-1919، والانتفاض والإضرابات العامة في إيطاليا عام 1920، والاضطرابات الصناعية في بريطانيا وفرنسا والولايات المتحدة.

### تقرير المصير القومي
اعترف لينين وقبل بوجود القومية بين الشعوب المضطهدة وناصر حقوقها القومية في تقرير المصير، وعارض الشوفينية العرقية «لروسيا الكبرى» لأن هذه الاستعراقية كانت عقبة ثقافية أمام إقامة دكتاتورية البروليتارية في أراضي الإمبراطورية الروسية القيصرية بعد الإطاحة بها (1721-1917). في حق الأمم في تقرير مصيرها (1914)، يقول لينين:
تستند الفلسفات الأممية للبلشفية والماركسية إلى الصراع الطبقي الذي يتجاوز القومية والاستعراقية والدين، وهي عقبات فكرية أمام الوعي الطبقي، لأن الطبقات الحاكمة البرجوازية تتلاعب بالوضع الثقافي القائم لتقسيم الطبقات العاملة البروليتارية سياسيا. وللتغلب على الحاجز السياسي للقومية، قال لينين إنه من الضروري الاعتراف بوجود القومية بين الشعوب المضطهدة، وضمان استقلالها القومي، كحق الانفصال؛ وأن من الطبيعي أن تقوم الدول الاشتراكية، استنادا إلى تقرير المصير الوطني، بتجاوز القومية وتشكيل اتحاد. في مسألة القوميات أو الاستقلال الذاتي (1923)، يقول لينين:

### الثقافة الاشتراكية
إن دور حزب الطليعة الماركسي هو تثقيف العمال والفلاحين سياسيا لتبديد الوعي الزائف المجتمعي للدين والقومية التي تشكل الوضع الثقافي الراهن الذي تعلمه البرجوازية للبروليتاريا لتسهيل استغلالهم الاقتصادي للفلاحين والعمال. متأثرة بلينين، ذكرت اللجنة المركزية للحزب البلشفي، أن تطوير ثقافة العمال الاشتراكية لا ينبغي أن تكون «مقررة من فوق»، وعارض بروليكلت (1917-25) الرقابة التنظيمية للثقافة الوطنية.

## اللينينية بعد 1924
في روسيا ما بعد الثورة، كانت الستالينية (الاشتراكية في بلد واحد) والتروتسكية (الثورة العالمية الدائمة) الفلسفتين  الشيوعيتين الرئيستين التين ادعتا أنها الوريث الإيديولوجية المشروع لللينينية، وبالتالي، في إطار الحزب الشيوعي، أنكر كل جناح أيديولوجي الشرعية السياسية للجناح المعارض.
لينين وستالين
حتى قبيل وفاته، عمل لينين على مواجهة التأثير السياسي غير المتناسب لجوزيف ستالين في الحزب الشيوعي وفي بيروقراطية الحكومة السوفياتية، ويرجع ذلك جزئيا إلى الانتهاكات التي ارتكبها ضد سكان جورجيا، بالإضافة إلى أن ستالين راكم سلطة إدارية غير متناسبة مع منصب الأمين العام للحزب الشيوعي الذي شغله. تماشت الإجراءات المضادة ضد ستالين مع دعوة لينين لحق تقرير المصير للمجموعات القومية والإثنية للإمبراطورية القيصرية السابقة، والذي كان مفهوما نظريا رئيسيا في اللينينية. وحذر لينين من أن لدى ستالين «سلطة غير محدودة مركزة بين يديه، وأنا لست متأكدا ما إذا كان سيكون دائما قادرا على استخدام تلك السلطة بحذر كاف»، وقام بالتكتل مع ليون تروتسكي لعزل ستالين عن منصب الأمين العام للحزب الشيوعي.
وتحقيقا لتلك الغاية، اقتُرح تقليل الصلاحيات الإدارية للمناصب الحزبية، من أجل الحد من التأثير البيروقراطي على سياسات الحزب الشيوعي. وقد نصح لينين تروتسكي بالتشديد على مواقف ستالين البيروقراطية الأخيرة في مثل هذه الأمور (مثل تقويضه عمل مؤسسة رقابة العمال والفلاحين)، وحاجج من أجل الاستغناء عن ستالين أمينا عاما. على الرغم من النصيحة لرفض «أي حل وسط فاسد»، لم يلتقط تروتسكي نصيحة لينين، وبقي ستالين الأمين العام  ذو نفوذ واسع في الحزب الشيوعي وبيروقراطية الحكومة السوفيتية.
التروتسكية مقابل الستالينية

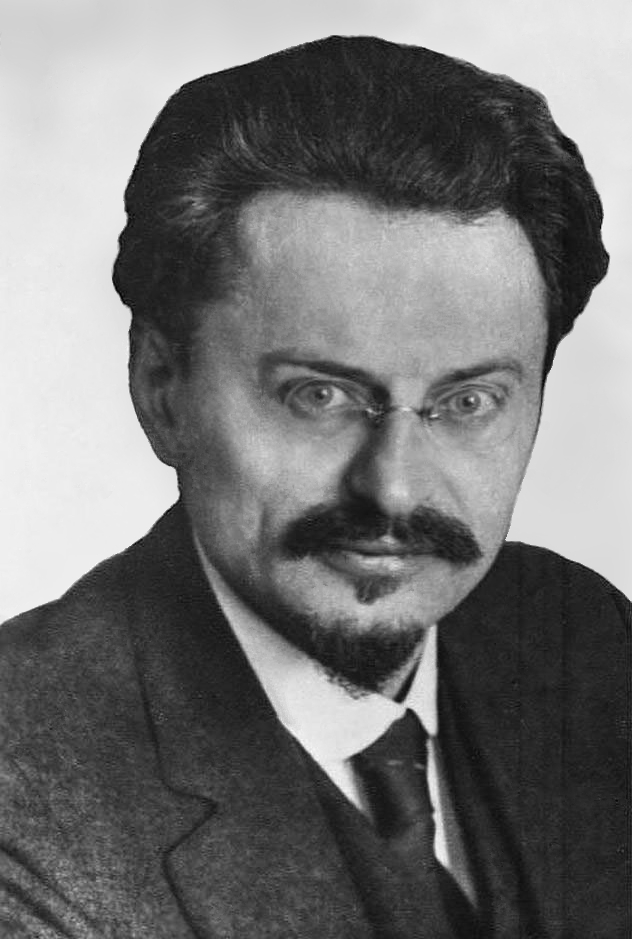
نُفي تروتسكي (ليف دافيدوفيتش برونشتاين) من روسيا بعد خسارته أمام ستالين في الصراع السياسي داخل الحزب الشيوعي.

بعد وفاة لينين (21 يناير 1924)، حارب تروتسكي أيديولوجيا تأثير ستالين، الذي شكل كتل حاكمة داخل الحزب الشيوعي الروسي (مع غريغوري زينوفييف وليف كامينيف، ثم مع نيكولاي بوخارين، ولاحقا لوحده) وقرر لذلك سياسة الحكومة السوفيتية من عام 1924 فصاعدا. ورفضت الكتل الحاكمة باستمرار حق خصوم ستالين بتنظيم معارضة داخل الحزب، وبالتالي فإن إعادة تثبيت المركزية الديمقراطية وحرية التعبير داخل الحزب الشيوعي كانت حججا أساسية لمعارضة تروتسكي اليسارية، والمعارضة المشتركة في وقت لاحق.
في سياق إرساء سياسة الحكومة، روج ستالين لعقيدة الاشتراكية في بلد واحد (اعتمدت عام 1925)، بحسبها سينشئ الاتحاد السوفياتي الاشتراكية على أسس روسيا الاقتصادية (مع دعم الثورات الاشتراكية في أماكن أخرى). وعلى العكس من ذلك، اعتبر تروتسكي أن الاشتراكية في بلد واحد ستعيق اقتصاديا التنمية الصناعية للاتحاد السوفييتي، وبالتالي هناك حاجة للتعاون مع دول اشتراكية جديدة التي قد تنشأ في العالم المتقدم، وهو أمر ضروري للحفاظ على الديمقراطية السوفياتية، التي تقوضت كثيرا في عام 1924 بسبب الحرب الأهلية والثورة المضادة. وعلاوة على ذلك، اقترح تروتسكي في نظرية الثورة الدائمة أن الثورات الاشتراكية في البلدان المتخلفة ستذهب أبعد في تفكيك الأنظمة الإقطاعية، وإقامة ديمقراطيات اشتراكية دون المرور بمرحلة تنمية ونظام حكم رأسماليين. وبالتالي، يجب أن يتحالف العمال الثوريون مع منظمات الفلاحين السياسية، ولكن ليس مع الأحزاب السياسية الرأسمالية. في المقابل، اقترح ستالين وحلفاؤه أن التحالفات مع الأحزاب السياسية الرأسمالية كانت ضرورية لتحقيق الثورة لقلة عدد الشيوعيون؛ وقد باءت تلك الممارسة الستالينية بالفشل، وخاصة في الحملة الشمالية في الثورة الصينية (1925-1927)، حيث أسفرت عن مذبحة قام بها حزب كومينتانغ اليميني ضد الحزب الشيوعي الصيني؛ ومع ذلك، على الرغم من فشلها أصبحت سياسة ستالين في التحالفات السياسية المختلطة، سياسة الكومنترن الرسمية.
المعارضين
حتى نفيه من روسيا في عام 1929، ساعد ليون تروتسكي في تطوير وقيادة المعارضة اليسارية (والمعارضة المشتركة في وقت لاحق) مع أعضاء المعارضة العمالية، والديسمبريين، (وفي وقت لاحق) الزينوفيفيين. وقد سادت التروتسكية أيديولوجيا في البرنامج السياسي للمعارضة اليسارية، التي طالبت باستعادة الديمقراطية السوفيتية، وبتوسيع المركزية الديمقراطية في الحزب الشيوعي، بالتصنيع الوطني، بالثورة الدولية الدائمة، وبالأممية الاشتراكية. وتطرقت مطالب تروتسكي إلى سيطرة ستالين السياسية على الحزب الشيوعي الروسي، الذي اتسم رسميا «بعبادة شخصية لينين»، ورفض الثورة الدائمة، ومذهب الاشتراكية في بلد واحد. تراوحت سياسة ستالين الاقتصادية بين استرضاء مصالح الكولاك الرأسماليين في الريف، وبين تدميرهم. في البداية، رفض الستالينيون أيضا التصنيع الوطني لروسيا، ولكن بعد ذلك تابعوها بالكامل، أحيانا بوحشية. وفي كلتا الحالتين، نددت المعارضة اليسارية بالطبيعة التنازلية للسياسة تجاه طبقة الفلاحين الأثرياء، ووحشية التصنيع القسري. ووصف تروتسكي السياسة الستالينية المتذبذبة بأنها من أعراض الطبيعة غير الديمقراطية للبيروقراطية الحاكمة.
خلال 1920ات و 1930ات، حارب ستالين وهزم نفوذ تروتسكي والتروتسكيين السياسي في روسيا، عن طريق تشويه السمعة ومعاداة السامية والرقابة المبرمجة والطرد والنفي (الداخلي والخارجي)، والسجن. وتوجت حملة مكافحة تروتسكي بالإعدام (الرسمي وغير الرسمي) في محاكمات موسكو (1936-1938)، والتي كانت جزءا من تطهير كبير من للبلاشفة القدامى (الذين قادوا الثورة). وبمجرد توطيد حكمه للاتحاد السوفييتي، قام الأمين العام ستالين بتسمية المبدأ الرسمي الاشتراكية في بلد واحد على أنه «الماركسية اللينينية»، لإقامة استمرارية أيديولوجية مع اللينينية، في حين استمر المعارضون يطلقون عليه اسم «الستالينية».

## انتقادات
في كتاب قضية القوميات في الثورة الروسية (1918) انتقدت روزا لوكسمبورغ البلاشفة وسياساتهم بسبب: قمع الجمعية التأسيسية الروسية (يناير 1918)؛ تقسيم العقارات الإقطاعية إلى الكومونات الفلاحية؛ وحق تقرير المصير لكل شعب وطني في روسيا. قالت لوكسمبورغ، كماركسية، إن الأخطاء الاستراتيجية (الجيوسياسية) التي قام بها البلاشفة من شأنها أن تشكل مخاطر كبيرة للثورة الروسية، مثل البيروقراطية التي ستنشأ عن إدارة البلد الكبير الحجم الذي كان روسيا البلشفية. دفاعا عن ممارساته الثورية، انتقد لينين في كتابه الشيوعية اليسارية: مرض طفولي، النقاط السياسية والإيديولوجية للنقاد المناهضين للبلشفية الذين ادعوا أن مواقفهم هي الصحيحة أيديولوجيا وكانت على يسار لينين.
في الفلسفة الماركسية، يحدد مصطلح الشيوعية اليسارية مجموعة من الآراء السياسية الشيوعية التي تشكل يسار الشيوعيين. تنتقد الشيوعية اليسارية الأفكار السياسية التي مارسها الحزب البلشفي في فترات معينة من تاريخه كحزب طليعة ثوري. ومن الناحية الإيديولوجية، فإن المنظور الشيوعي اليساري يعتبر نفسه ماركسيا حقيقيا، وأكثر مناصرة للبروليتاريا، من الأيديولجية اللينينية للأممية الشيوعية، في مؤتمريها الأول (1919) والثاني (1920). ومن بيم مؤيدي للشيوعية اليسارية أماديو بورديجا، وهيرمان جورتر، وأنطوني بانيكوك، وأوتو روهيل، وسيلفيا بانخورست، وبول ماتيك.
وقد ذكر كل من المثقفين أليكساندر سولجنيتسين (أرخبيل الكولاك، 1973) ونعوم تشومسكي («الاتحاد السوفياتي ضد الاشتراكية»، 1986) أن الستالينية ليست انحرافا أيديولوجيا عن سياسات لينين، بل امتدادا منطقيا للينينية. أنتج النموذج السوفييتي الناجم عن الشيوعية في روسيا نظاما سياسيا نَظَّم العمل بواسطة العمل الجماعي وأنفذ القانون بواسطة الدولة البوليسية، بدعم مستمر من أيديولوجية سياسية الشمولية.

## راجع أيضا
- مناهضة اللينينية
- المركزية الديمقراطية
- من لا يعمل لا يأكل
- السياسة الاقتصادية الجديدة
- الدولة والثورة (1917)

## للاستزادة

### مختارات من مؤلفات لينين
- تطور الرأسمالية في روسيا، 1899
- ما العمل؟ المسائل الملحة لحركتنا، 1902
- مصادر الماركسية الثلاثة وأقسامها المكونة الثلاثة، 1913
- حق الأمم في تقرير مصيرها، 1914
- الإمبريالية، أعلى درجات الرأسمالية، 1917
- الدولة والثورة، 1917
- مهمات البروليتاريا في الثورة الحالية («موضوعات أبريل»، 1917)
- حول الصبيانية «اليسارية» والنزعة البرجوازية الصغيرة، 1918
- مرض «اليسارية» الطفولي في الشيوعية، 1920
- «وصايا أخيرة» رسائل إلى المؤتمر، 1923-1924

### كتب تاريخية
- Isaac Deutscher. The Prophet Armed: Trotsky 1879–1921, 1954
- Isaac Deutscher. The Prophet Unarmed: Trotsky 1921–1929, 1959
- Moshe Lewin. Lenin's Last Struggle, 1969
- Edward Hallett Carr. The Russian Revolution From Lenin to Stalin: 1917–1929, 1979

مؤلفون آخرون

- Paul Blackledge.What was Done an extended review of Lars Lih's Lenin Rediscovered from International Socialism
- Sebastian Budgen, Stathis Kouvelakis, Slavoj Žižek (eds). Lenin Reloaded: Toward a Politics of Truth. Durham: Duke University Press. 2007. (ردمك 978-0822339410).
- Marcel Liebman. Leninism Under Lenin. The Merlin Press. 1980. (ردمك 0-85036-261-X)
- Roy Medvedev. Leninism and Western Socialism. Verso Books. 1981. (ردمك 0-86091-739-8)
- Neil Harding. Leninism. Duke University Press. 1996. (ردمك 0-8223-1867-9)
- Joseph Stalin. Foundations of Leninism. University Press of the Pacific. 2001. (ردمك 0-89875-212-4)
- CLR James. Notes on Dialectics: Hegel, Marx, Lenin. Pluto Press. 2005. (ردمك 0-7453-2491-6)
- Edmund Wilson. To the Finland Station: A Study in the Writing and Acting of History. Phoenix Press. 2004. (ردمك 0-7538-1800-0)
- Non-Leninist Marxism: Writings on the Workers Councils (texts by Gorter, Pannekoek، Pankhurst and Rühle), Red and Black Publishers, St Petersburg, Florida, 2007. (ردمك 978-0-9791813-6-8)
- Paul Le Blanc. Lenin and the Revolutionary Party. Humanities Press International, Inc. 1990. (ردمك 0-391-03604-1).
- A. James Gregor. The Faces of Janus. Yale University Press. 2000. (ردمك 0-300-10602-5).

## وصلات خارجية
مؤلفات فلاديمير لينين:
- ما العمل؟
- حق الأمم في تقرير مصيرها
- الإمبريالية أعلى درجات الرأسمالية
- الدولة والثورة
- مرض «اليسارية» الطفولي في الشيوعية
- أرشيف لينين على موقع أرشيف الماركسيين العرب